# Seoca (gmina Podgorica)
Seoca (cyr. Сеоца) – wieś w Czarnogórze, w gminie Podgorica. W 2011 roku liczyła 13 mieszkańców.